# Crambus turbatella
Crambus turbatella là một loài bướm đêm trong họ Crambidae.